# Lexeiba 1
Pour la commune homonyme, voir Lexeiba 2.
Lexeiba 1 (ou Lekseiba 1, en arabe : لكصيبه1) est une commune rurale du sud de la Mauritanie, située dans la région de Gorgol. C'est le chef-lieu de la moughataa du même nom, le département de Lexeiba.

## Géographie
La commune de Lexeiba 1 est située au centre de la région du Gorgol et elle s'étend sur 1 184 km2, ce qui en fait la plus grande commune de la région.
Elle est délimitée au nord par la commune d'Azgueilem Tiyab, à l’est par les communes de Chelkhet Tiyab et de Foum Gleita, au sud par les communes de Toufoundé Civé et de Tokomadji, à l’ouest par les communes de Djewol et Ganki.

## Histoire
Lexeiba 1 a été érigée en commune par l'ordonnance du 20 octobre 1987 instituant les communes de Mauritanie.
Il existe deux communes appelées Lexeiba en Mauritanie. Elles portent donc un numéro pour se différencier : Lexeiba 1 et Lexeiba 2.

## Démographie
Lors du Recensement général de la population et de l'habitat (RGPH) de 2000, Lexeiba 1 comptait 14 908 habitants.
Lors du RGPH de 2013, la commune en comptait 22 453, soit une croissance annuelle de 3,4 % sur 13 ans.

## Administration

### Redécoupage administratif
Le 8 septembre 2021, le gouvernement mauritanien a adopté un projet de décret donnant lieu à la création de six nouvelles moughataas à travers le pays, dont celle de Lexeiba. L'arrondissement de Lexeiba 1, dans le département de Kaédi, devient une nouvelle moughataa. Cette décision a été très appréciée par les habitants et les administrations locales.

### Liste des maires
| Période                                  | Période | Identité            | Étiquette | Qualité |
| ---------------------------------------- | ------- | ------------------- | --------- | ------- |
| Les données manquantes sont à compléter. |         |                     |           |         |
| 2013                                     | 2018    | Moustapha Kane      |           |         |
| 2018                                     | 2023    | Mohamed Demba M’Bow | UPR       |         |

## Économie
L'agriculture est au centre de l'économie de Lexeiba 1, comme quasiment toutes les communes de la région. Mais cette économie est fragile car elle rencontre des obstacles à son développement, notamment les conditions climatiques ou le manque de moyens des agriculteurs. Pour faire face à ces obstacles, l'état ou différentes ONG financent des projets qui améliorent les conditions de vie des habitants.
Lexeiba 1 développe également d'autres activités telles que le commerce ou l'élevage.

## Santé et éducation
Un point de santé a été inauguré en 2018 dans la localité de Kenky. Ce point de santé, financé par le gouvernement du Japon, est alimenté par l’énergie solaire et comporte une salle de consultation, une salle d’accouchement et une pharmacie en plus d’équipements et de lits médicaux. Il permettra aux habitants de Lexeiba 1 d'accéder à une bonne couverture sanitaire.